# جيرار ماسون
جيرار ماسون (بالفرنسية: Gérard Masson)‏ هو ملحن فرنسي، ولد في 12 أغسطس 1936.

## وصلات خارجية
- جيرار ماسون على موقع ميوزك برينز (الإنجليزية)